# Тикеи

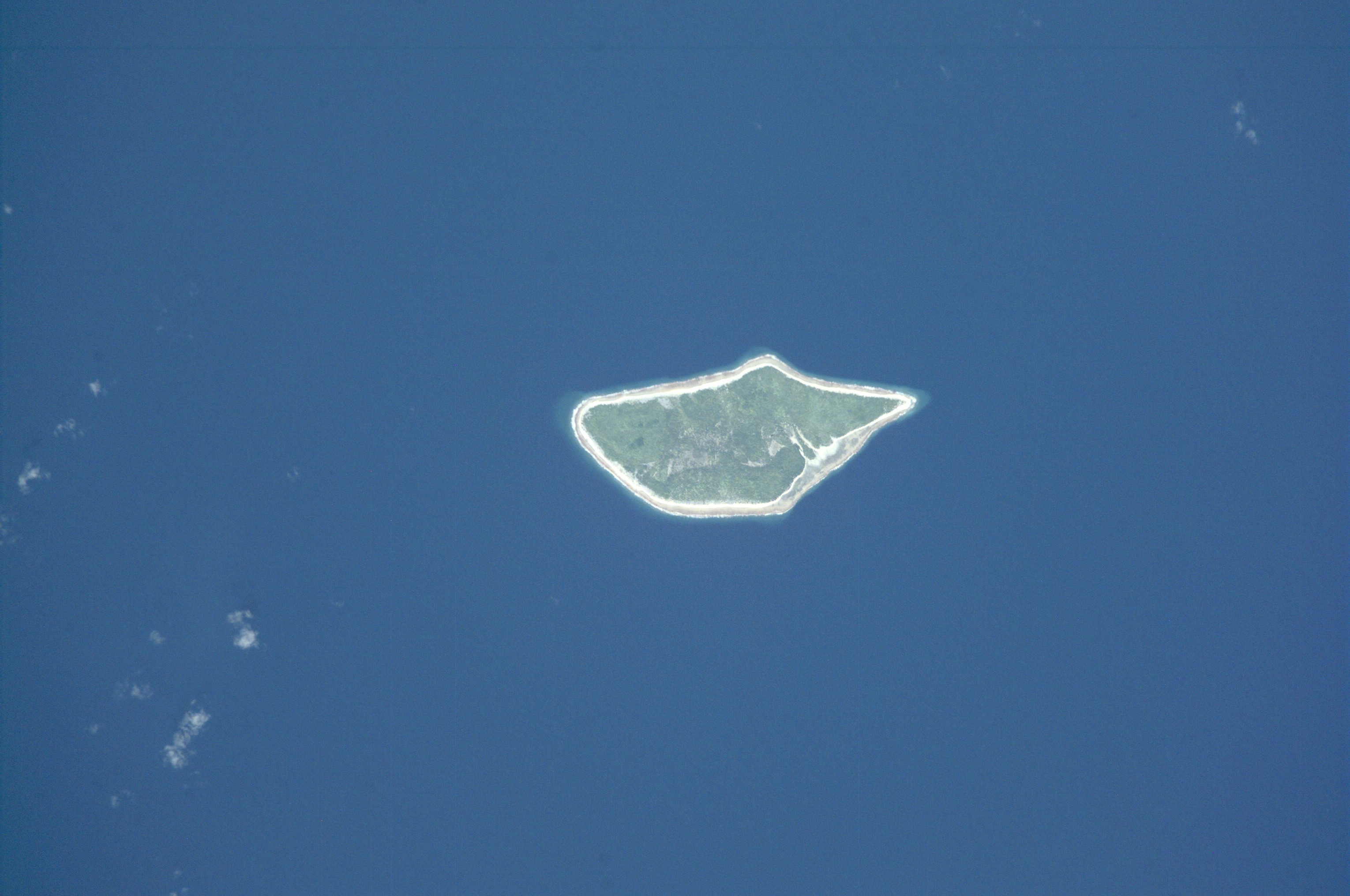
Космический снимок атолла.

Тикеи (фр. Tikei, остров Румянцева) — атолл в архипелаге Туамоту (Французская Полинезия). Расположен в 70 км к юго-западу от атолла Такапото.

## География
Остров представляет собой древний атолл c почти высохшей лагуной в центре.

## История
Тикеи был открыт в 1722 году голландским путешественником Якобом Роггевеном, назвавшим его остров Карлсхофф. В 1816 году остров был повторно открыт русским путешественником Отто Евстафьевичем Коцебу, который назвал его остров Румянцева. 20 апреля 1816 года с борта брига «Рюрик» был замечен не нанесенный на карты низменный остров. На следующий день сам Коцебу, один из офицеров и группа матросов высадились на берег, где нашли несколько необитаемых хижин и рыболовные снасти. По состоянию найденных предметов был сделан вывод, что на острове нет постоянного населения, а хижины используются периодически приплывающими сюда жителями соседних островов.

## Административное деление
Административно входит в состав коммуны Такароа.

## Население
В 2007 году Тикеи был необитаем. Время от времени Тикеи посещают жители близлежащих атоллов. На острове полностью отсутствует инфраструктура.